# Жирицкий (лунный кратер)
Кратер Жирицкий (лат. Zhiritskiy ) — крупный древний ударный кратер в южном полушарии обратной стороны Луны. Название присвоено в честь советского ученого-ракетостроителя Георгия Сергеевича Жирицкого (1893—1966)  и утверждено Международным астрономическим союзом в 1970 г. Образование кратера относится к нектарскому периоду.

## Описание кратера
Ближайшими соседями кратера являются кратер Ижак на северо-западе; кратер Ксенопонт на северо-востоке; кратер Неуймин на юго-востоке и кратер Шеберле на юго-западе. 

Селенографические координаты центра кратера 24°50′ ю. ш. 120°16′ в. д. / 24,84° ю. ш. 120,26° в. д., диаметр 33,4 км, глубина 2,1 км.

Кратер имеет близкую к циркулярной форму с небольшим выступом в восточной части и перекрывает западную часть сателлитного кратера Жирицкий F (см. ниже). Кратер умеренно разрушен, вал сглажен, южная часть вала отмечена двумя маленькими кратерами. Высота вала над окружающей местностью достигает 970 м , объем кратера составляет  приблизительно 900 км³. Дно чаши пересеченное, в южной части чаши расположен приметный небольшой кратер, в северной части чаши лежит маленький кратер. 

## Сателлитные кратеры
| Жирицкий | Координаты                                              | Диаметр, км |
| -------- | ------------------------------------------------------- | ----------- |
| F        | 24°55′ ю. ш. 121°37′ в. д. / 24,92° ю. ш. 121,61° в. д. | 77,4        |
| Z        | 23°12′ ю. ш. 120°25′ в. д. / 23,2° ю. ш. 120,41° в. д.  | 21,9        |

## См.также
- Список кратеров на Луне
- Лунный кратер
- Морфологический каталог кратеров Луны
- Планетная номенклатура
- Селенография
- Минералогия Луны
- Геология Луны
- Поздняя тяжёлая бомбардировка